# City: Works of Fiction (Expanded Edition)
City: Works of Fiction (Expanded Edition) ist ein Album von Jon Hassell. Das Originalalbum erschien 1990 bei Opal Records, diese erweiterte Ausgabe wurde 2014 bei All Saints Records veröffentlicht.

## Hintergrund
Jon Hassells City: Works of Fiction wurde ursprünglich 1990 auf Brian Enos Label Opal Records veröffentlicht und zwei Jahre später auf All Saints Records erneut aufgelegt. Jon Hassells City: Works of Fiction war der vierte Teil in der Fourth World-Serie des Trompeters / Keyboarders / Konzeptualistene, die mit Fourth World Vol. 1: Possible Musics (EG, 1980) begann, gefolgt von Fourth World Vol. 2: Dream Theory in Malaysia (EG, 1981) und Aka / Darbari / Java – Magic Realism (EG, 1983). Die Neuausgabe des Albums in einer Drei-CD-Edition besteht neben einer remasterten Version des ursprünglichen 57-minütigen Original-Albums aus einer 68-minütigen Live-Performance aus dem Jahr 1989 (mit Hassells Gruppe, die im Wintergarten des World Financial Center in New York City auftrat; ihre Musik vermischte sich mit der Multimedia-Installation sonics des Kurators Brian Eno) und Psychogeography: Zones of Feeling, einer CD mit alternativen Takes, Demo-Aufnahmen und Neuinterpretationen, die alle von Hassell sequenziert wurden.
Das Album erschien mit einem 24-seitigen Hardcover-Buch, das neben Fotos und Kunstwerken Kommentare von Hassell und den Autoren Glenn O’Brien und Simon Reynolds sowie Textauszüge aus einem Rundfunkinterview mit Brian Eno aus dem Jahr 1989 enthält.

## Titelliste

### Jon Hassell – City: Works of Fiction 1990
Jon Hassell: City: Works of Fiction (Opal Records – 7599-26153-2, Warner Bros. Records – 7599-26153-2)
1. Voiceprint (Blind from the Facts), 5:46
2. Pagan, 6:26
3. Mombasa, 8:03
4. Tikal (Adam Rudolph), 3:06
5. In the City of Red Dust (Gregg Arreguin), 5:37
6. Rain, 6:28
7. Ba-Ya D., 6:02
8. Warriors, 9:22
9. Out of Adedara, 5:07

Sofern nicht anders vermerkt, stammen die Kompositionen von Jon Hassell.

### City: Works of Fiction (Expanded Edition) 2014
Jon Hassell: City: Works of Fiction (Expanded Edition) (All Saints – WAST008CD)
1. Voiceprint (Blind from the Facts) [Original Fictions], 5:48
2. Pagan [Original Fictions], 6:27
3. Mombasa [Original Fictions], 8:07
4. Tikal [Original Fictions], 3:07
5. In the City of Red Dust [Original Fictions], 5:38
6. Rain [Original Fictions], 6:31
7. Ba-Ya D [Original Fictions], 6:03
8. Warriors [Original Fictions], 9:23
9. Out of Adedara [Original Fictions], 5:06
10. Ituri [The Living City], 10:45
11. Alchemistry [The Living City], 9:43
12. Adedara Rising [The Living City], 10:14
13. Mashujaa [The Living City], 13:32
14. Paradise Now [The Living City], 5:01
15. Nightsky [The Living City], 18:38
16. Aerial View [Psychogeography], 2:33
17. Neon Night (Rain) [Psychogeography], 5:20
18. Red Rose Empire (Bass Clef Version) [Psychogeography], 5:13
19. Streetfaxx [Psychogeography], 3:10
20. City Spot [Psychogeography], 2:03
21. Brigantes (808 State Version) [Psychogeography], 3:44
22. Cityism Superdub [Psychogeography], 4:34
23. Elsewhere Is A Negative Mirror (Some Truths Version) [Psychogeography], 5:09
24. Harambe [Psychogeography], 3:46
25. Ba-Ya Dub (No UFO’s Version) [Psychogeography], 5:13
26. Freeway [Psychogeography], 4:49
27. Cuba Libre [Psychogeography], 3:28
28. Metal Fatigue (patten Version) [Psychogeography], 5:37
29. Midnight [Psychogeography], 0:29
30. Waterfront District [Psychogeography], 5:22
31. Favela [Psychogeography], 05:55
32. Emerald City [Psychogeography], 5:08
33. Cloud-Shaped Time [Psychogeography], 06:19

## Rezeption
Mark Kirschenmann verlieh dem Original-Album von 1990 in AllMusic viereinhalb Sterne und schrieb, mehrere Tracks auf Jon Hassells City: Works of Fiction würden dichte elektronische Texturen aufweisen, die fragmentarischer und aggressiver seien als sein vorheriges Werk. Die vielen polyrhythmischen Grooves auf City erinnerten jedoch deutlich an Power Spot und wiesen auf den kommenden Hip-Hop von Dressing for Pleasure hin. In dem ganzen Album herrsche Hassells einzigartige Exotik vor, wenn er seine bearbeitete Raga-Trompete inmitten einer schillernden Palette von digitalen Samples und elektronischer Perkussion, E-Bass und Gitarre und Massai-Stimmen aus Kenia webe. Auf City verbinde Hassells Trompete die neuen Rhythmen, Texturen und Technologien mit seiner futuristischen/primitivistischen Ästhetik des Fourth World-Projekts, resümiert der Autor. „In den Händen kleinerer Künstler würden diese scheinbar unterschiedlichen Welten kollidieren. Auf City verwandelt Hassell seine einzigartige imaginäre Musik in akustischen Realismus.“
Nach Ansicht von John Kelman, der die erweiterte Neuedition von 2014 in All About Jazz rezensierte, trage Hassells City: Works of Fiction (Expanded Edition) wesentlich dazu bei, die Konzepte und Philosophien, die seine Musik in den letzten vier Jahrzehnten angetrieben haben, an einem kompakten Ort zu konsolidieren, auch wenn hier nur wenig Musik zu finden sei, die weniger als ein Vierteljahrhundert alt ist. Das solle nicht heißen, dass die Zeit für Hassell stehen geblieben ist, seit die Musik für diese Drei-CD-Edition aufgenommen wurde. „Es ist einfach so, dass in Hassells Welt Musik etwas ist, das Zeit, Raum, Genre … und viele andere Dinge transzendiert.“